# ゆで卵
ゆで卵（ゆでたまご、茹で卵）は、卵料理の一つ。鳥類の卵、特に鶏卵を、殻のまま茹でて凝固させた食品。かつては「うで卵」と呼ぶ地域が存在した。近畿地方では固く茹でた卵を「煮抜き卵」や「煮抜き」とも呼ぶ。

## 概要

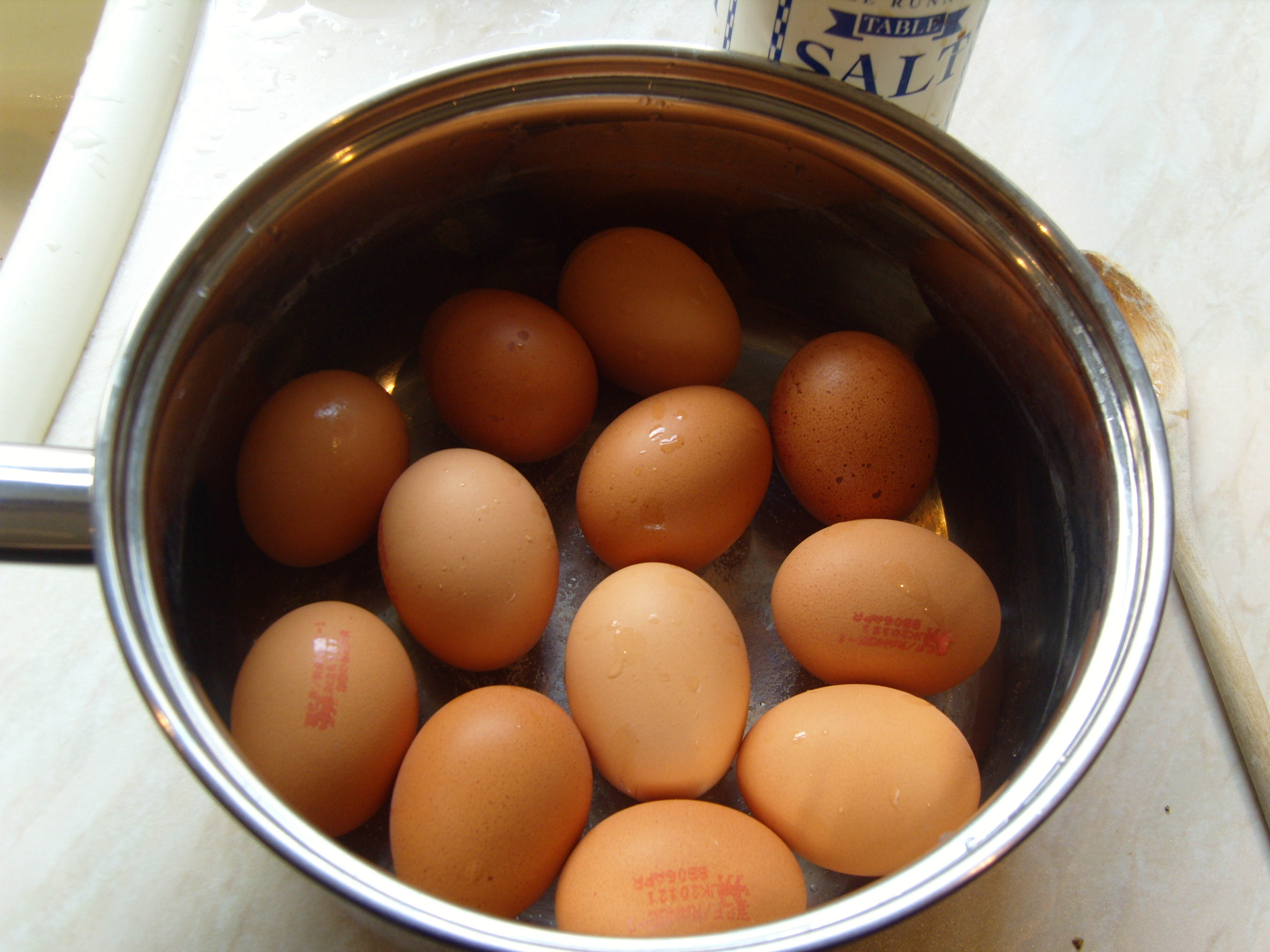
ゆで卵

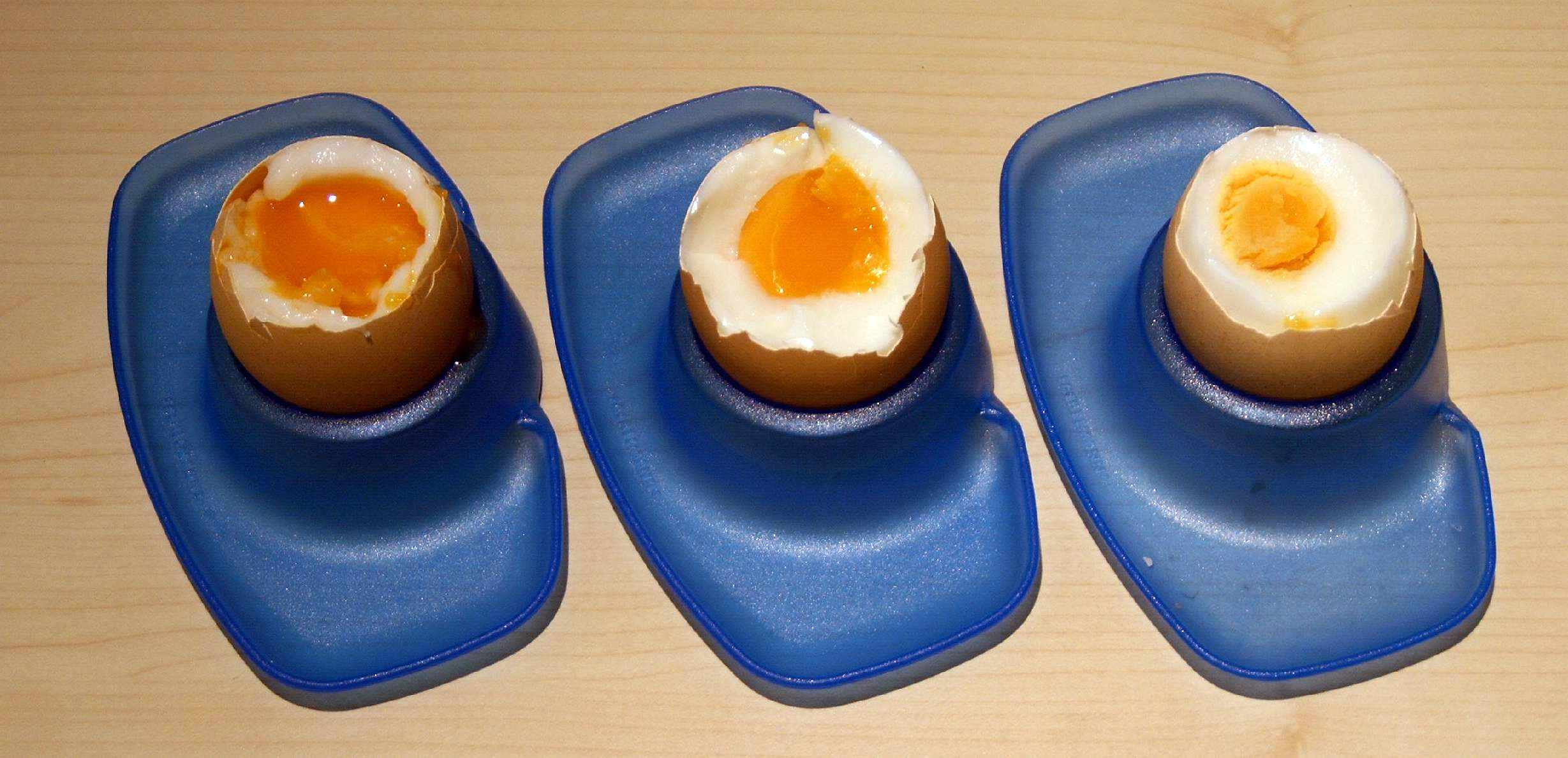
ゆで時間による黄身の状態
（左側:4分、中央:7分、右側:9分）

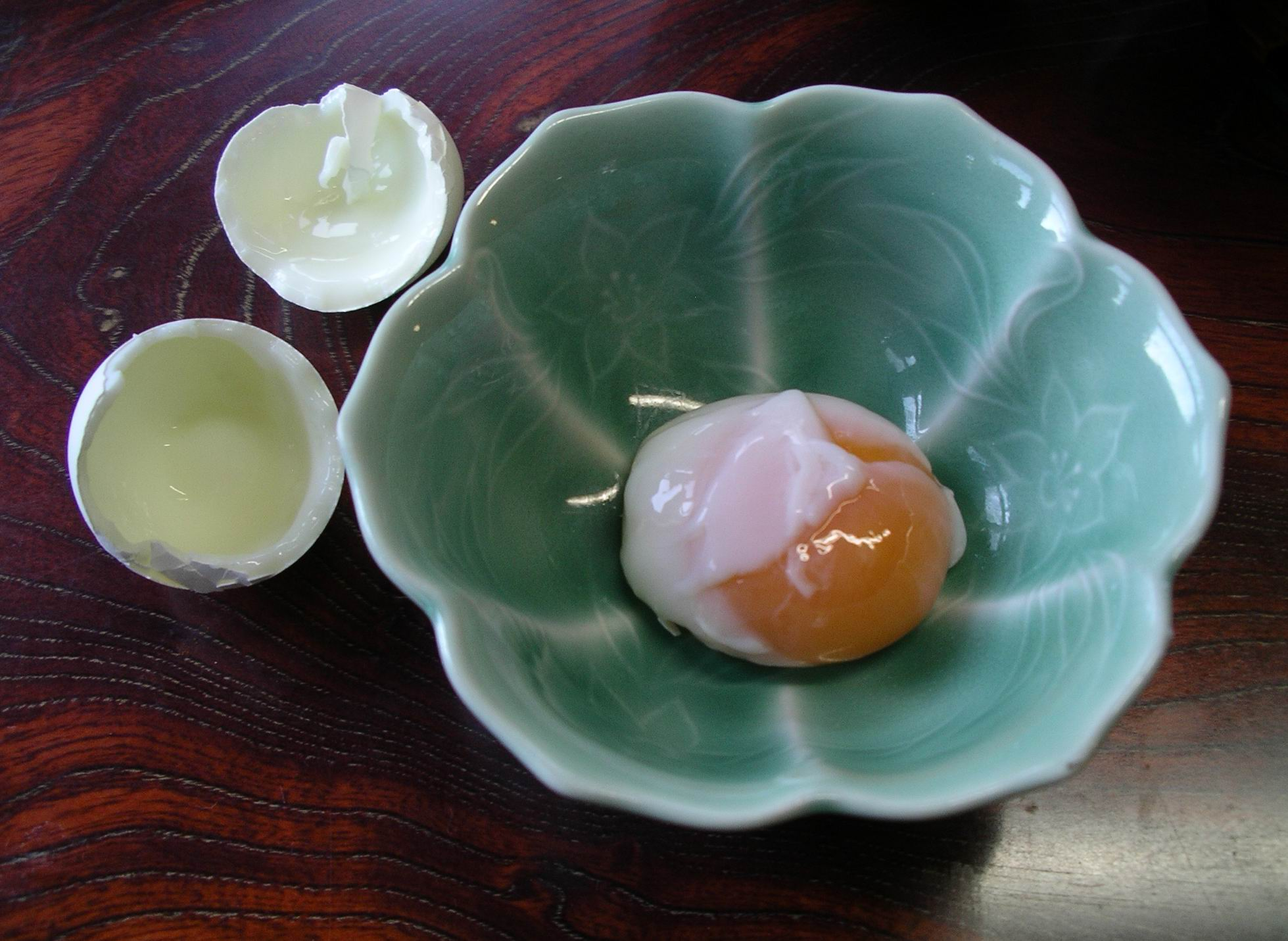
温泉卵

ゆで卵は卵殻をつけたままで卵を加熱したもので、卵の凝固状態により、全熟卵、半熟卵、温泉卵に分けられる。一般的に卵白と卵黄が完全に凝固した全熟卵をいい、かたゆで卵と呼ばれることもある。
全熟卵
卵白と卵黄が完全に固まったもの。
半熟卵
卵白がほぼ固まり、卵黄は周辺部が固まりかけているもの（中心部は流動性を保っているもの）。
フランスでは殻付きの半熟卵（仏: Œuf à la coque）と殻付きでない半熟卵（仏: Œuf mollet）に分ける。
温泉卵
本来は、卵白が白くて流動性を保ち、卵黄が固まっているものをいう。温泉卵に関しては、半熟卵の一種で温泉地で提供される料理を意味することもある。詳細は温泉卵を参照。
茹であがったあと、卵の殻を剥き、食塩・コショウ・マヨネーズ・ケチャップ・カレーソース・タバスコなどをつけて食したり、他の料理の材料とする（後述の#ゆで卵を利用した料理を参照のこと）。または、頂部など1箇所だけを剥き、エッグスタンドに立ててスプーンで中をえぐって食べる方法もある。
調理したゆで卵は外側から圧迫して型付けを行うこともある。また、卵黄と卵白に分け、卵黄をフォークの先でほぐして調味したものを半分に切った卵白に詰めなおしたもの、卵白を細く刻んだものや卵黄をほぐしたものを生野菜とともに和えたものなどもある。

## 調理法

### 加熱時間
全熟卵（かたゆで卵）の場合、通常は沸騰後に室温の卵を入れて10分から12分加熱する（あるいは再沸騰後に12～13分加熱する）。水から茹でる方法もあり、卵と水を一緒に加熱してゆき95℃以上の状態で10から12分加熱する。
水から茹でる場合、水の量や火力、気温によって温度の上がり方が変わるためにタイミングを見極めるのが難しいが、調理時間はやや短くなり、卵が割れる危険性も少ない。一方、沸騰させてから卵を入れた場合これらのメリットはなくなるが、好みの硬さに仕上げるための時間管理が楽になる。
沸騰後に卵を入れる場合には、急激な温度差で卵の殻が割れることがあるため室温にしておくことが重要とされる。
このために「エッグメーター」と呼ばれる一種の温度計を一緒に茹でる方法がある。また、常に一定の時間で仕上げるために、卵は80 ℃程度で白身と黄身がともに固まることを利用し、多めのお湯をあらかじめ沸騰させておき、そこに卵を入れて蓋をして、あとは熱を加えずに放置する方法（余熱調理）もある。鍋を利用する方法以外に、ゆで卵調理専用の機器として卵ゆで器がある。
なお、卵と卵が十分没する量の水を入れた器を電子レンジにかけてゆで卵を作る方法は、卵が爆発するとともに水が突沸するので絶対にやってはならない（爆発卵の項を参照）。また殻をむいた調理済みのゆで卵であっても電子レンジによって再加熱すると爆発することがある。

### 卵黄の状態
卵を15分以上沸騰水中で加熱すると、卵白中のイオウ化合物（含硫アミノ酸など）が熱で分解して硫化水素となり、これが卵黄中の鉄分と結合して硫化第一鉄（FeS）となり卵黄の表面が暗緑色に変色することがある。特に古い卵ではたんぱく質の分解が進み、加熱時に硫化水素が生成しやすいため変色を起こしやすい。茹で上がってから水に取って、すばやく冷やすことで変色を防ぐことができる。
黄身の偏りを防ぎたい場合は、加熱中に時々卵を動かすとよい。湯の温度が80℃に達するまで動かせば卵黄の位置は固定するとされる。

### 卵殻の剥離

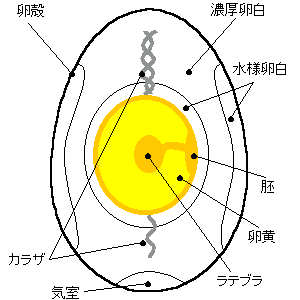
鈍端（丸い方）に気室がある。

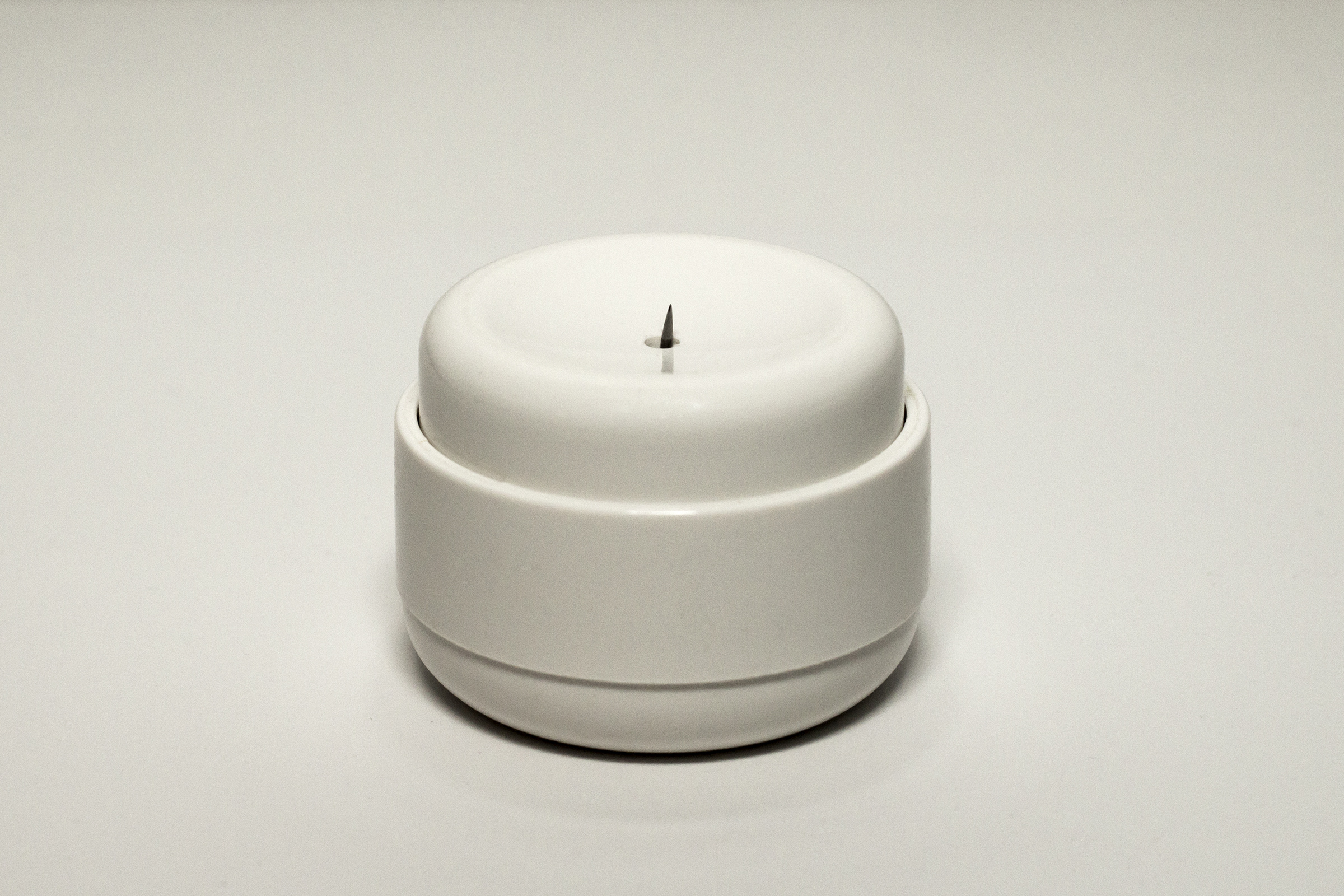
穴あけ器

水の中（もしくは流水内）で揉むようにして殻に細かくひびを入れると、より簡単に剥くことができる。
新鮮な卵を使用した場合、卵白中に炭酸ガスが溶け込み、卵白のpHを低く保っている。そのため卵白が弾力のないゲルとなり卵殻に卵白が付着して剥きにくくなる。卵は貯蔵中に炭酸ガスが発散してpHも上昇して殻も剥けやすくなる。
対策として以下の方法もある。
- 加熱後に急冷する[2]。
- 予め卵殻の鈍角な部分に穴をあけておく[2]。気室に圧力抜きの穴をあけるための玉子用穴あけ器が市販されている。

### 保存
冷蔵する場合、卵はゆで卵より生卵の方が保存期間が長い。熱を加えているため、ゆで卵のほうが生卵よりも保存がきくと考える者もいるが、生卵に含まれる酵素のひとつであるリゾチームが熱により破壊されるため、同条件下ではゆで卵のほうが早く腐敗する。

## 歴史

### 世界史において
人類史上、ゆで卵の調理法がいつどこで確立したかは未だ不明だが、最初は生卵を殻ごと直火に焚べて調理していたのが、やがて囲炉裏の灰の中で転がすことで間接的に加熱する調理法に発展し、そこから更に熱湯で茹でるように変化していったものと考えられる。「灰の中で転がした卵」は、古代ローマにおいてガルムを添えたものが前菜として人気があり、1世紀の詩人・マルティアリスの寸鉄詩集「エピグランマタ」の中でも言及されている。また、4世紀末頃に書かれたとされる古代ローマの料理本「アピキウス」では、「ソラマメのウィテリウス風」など、ゆで卵を使用したレシピが既に複数記載されている。

### 日本史において
もともと「日本書紀」第29巻によると、飛鳥時代の天武4年（675年）6月17日に天武天皇から肉食禁止の詔が出されており、奈良時代に発展した仏教においても、卵を食べることは肉食と同様に殺生とされていた。しかし、「薬食い」と称して権力者、病気の庶民及び山里に住んでいる人の一部が、卵類を食べていた。日本において積極的に注目されたのは織田信長の時代（16世紀）で、南蛮人が肉食を生活に持ち込んでからである。
6世紀から16世紀までの日本における文献のうち、卵を食用とした記録は殆ど見付かっていないが、13世紀に成立した説話集「古事談」では、ある貴族がゆで卵と塩をもって花見の宴に出席したという記述があり、この当時既にゆで卵が日本に存在していたことを示す貴重な資料となっている。
江戸時代後期の風俗・事物を説明した百科事典の一種である「守貞謾稿（もりさだまんこう）」によると、湯出鶏卵（ゆで卵）が20文で売り出されており、当時のかけ蕎麦の価格である16文と比較するとゆで卵は高級品であった。また、天明5年（1785年）に出版された料理本「万宝料理秘密箱（まんぽうりょうりひみつばこ）」では、103種類の卵料理をまとめた「卵百珍」という記事があり、その中で「煮貫」や「黄身返し卵」といったゆで卵の調理法も紹介されている。

## ゆで卵を利用した料理

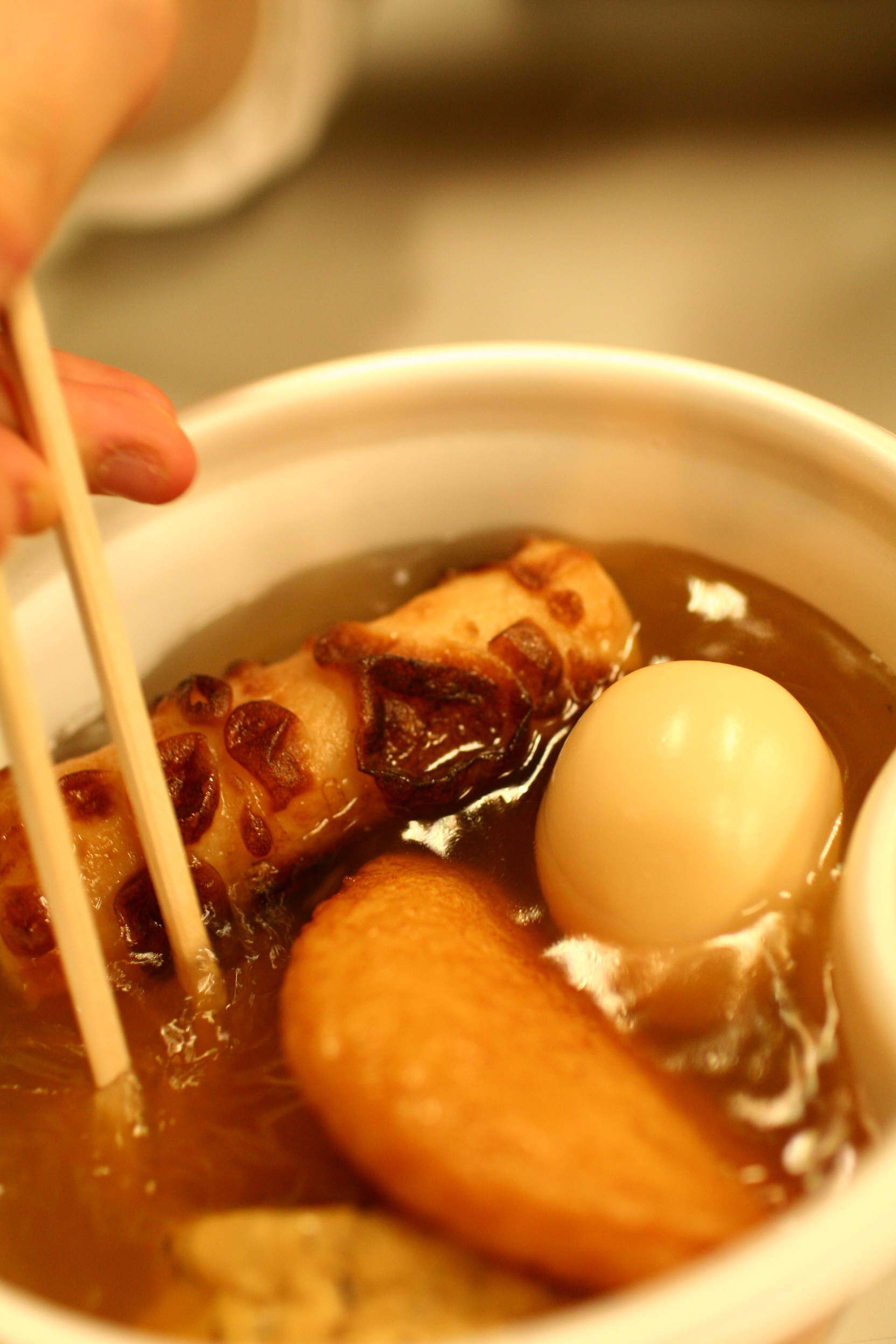
おでんのゆで卵

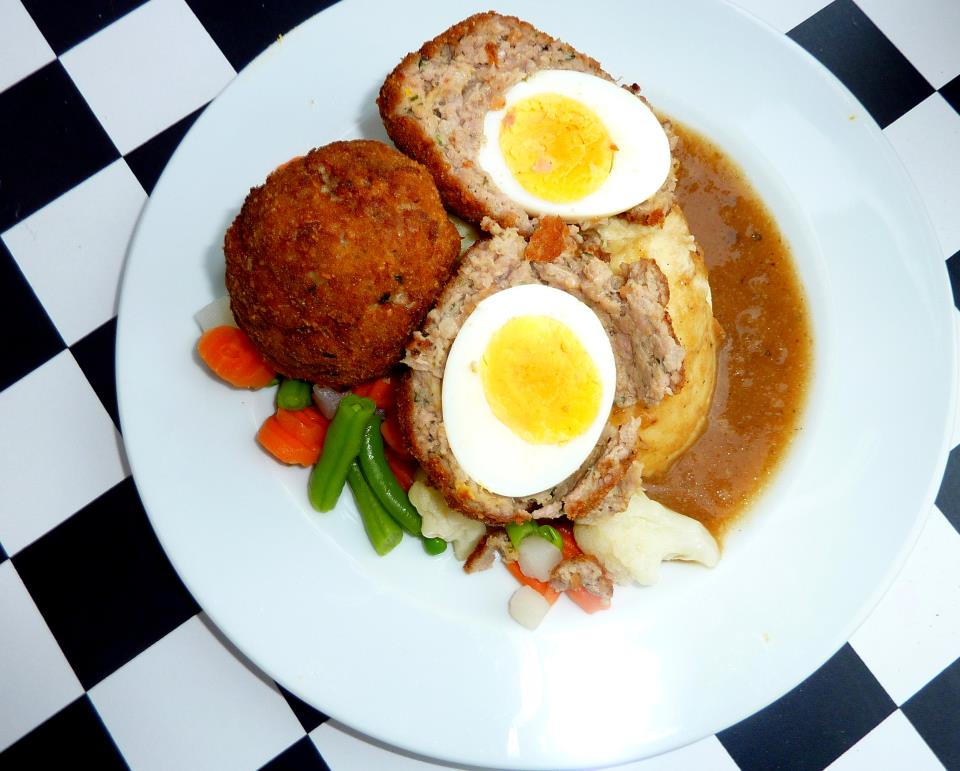
スコッチエッグ

おでん
ゆで卵はおでんの具としても一般的に用いられる。殻をむいておでんの出汁に入れて一緒に煮ることで、味を含ませる。
煮卵、味付け卵（味玉）、ゆで卵の醤油漬け
叉焼の煮汁やタレで煮れば煮卵となる。冷たい煮汁にゆで卵を入れて沸騰させ、短時間煮た後、汁ごと長時間かけて冷やすなどにより味を染み込ませて作る。ラーメンのトッピングとしてゆで卵の代わりに煮卵がメニューに加えられている店もある。ゆで卵を半熟に仕上げ、冷たい汁の中に入れて以降は加熱せずに味付けする「半熟煮卵」（厳密には「煮卵」ではないが）が出されることもある。また、醤蛋（ジャンタン）とも呼ばれる。
爆弾
ゆで卵を魚のすり身で包んだ薩摩揚げ。
スコッチエッグ
ゆで卵をひき肉で包んだフライ。
エッグサラダ
デビルド・エッグ
ミモザサラダ
みそたま
ゆで卵を八丁味噌の中に入れてじっくり煮込んだ愛知県の料理。
茶葉蛋
中華料理のひとつ。茹でた卵は殻を剥かないままで全体に細かくヒビを入れ、茶葉、醤油、香辛料を混合したタレでじっくり煮込んで味を染み込ませる。食べるときに殻を剥き、表面に現れる大理石のような模様も楽しむ。
ウフ・マヨネーズ（フランス語: œuf Mayonnaise）
フランス料理。前菜の定番のメニューで、フランス人のソウルフードとも言われる。日本語では「ウフマヨ」と略されることもある。
ゆで卵にマヨネーズをかけただけの料理であるが、マヨネーズを手作りしたり、市販のマヨネーズにひと手間加えることもよくある。
料理評論家のクロード・ルベイとジャーナリストで作家のジャック・ペシスは「ウフ・マヨネーズ保存協会（仏: Association de sauvegarde de l'œuf mayonnaise、ASOM）」を1990年に結成している。

## ゆで卵と科学
- 「コロンブスの卵」という、できそうにないことを簡単にやってのける発想の転換を教えるエピソードがあり、中世イタリアの建築家フィリッポ・ブルネレスキが起源とされる。フィレンツェのサンタ・マリア・デル・フィオーレ大聖堂のキューポラの設計を誰が担当するかというときに出た話である。
- 立春または春分には卵が立つという俗説がある。元々中国には立春の日に卵を立てる儀式があり、1945年にそれを見た『ライフ』の特派員、アナリー・ジャコビーがその儀式を紹介する記事を書き、UPI通信社が全米の新聞社に向けて配信した。これがきっかけで、西欧社会に「春分の日だけは卵が垂直に立つ」という俗説が広まった[14]。科学者の中谷宇吉郎には『立春の卵』（1947年発表）という随筆があり[注釈 2]、立春に卵が立つという当時の噂を実験したことを書いている。なお、実際には立春や春分に限らず、1年中いつでも卵を立てることはできる[14]。

- 生卵とゆで卵を割らずに判別する方法に、卵を寝かせてテーブルの上で勢いをつけて回転させ、指で短時間回転を止めた後再び指を離すというものがある。指を離すと再び微妙に回転し始める方が生卵で、これは殻の回転を短時間止めても流体状の中身が慣性で回転を続けたままであるために起きる現象である。もっとも同様の理由で回転させようとした時点で回転しにくく、それだけでも判別できる。
- ゆで卵をテーブルの上などで高速回転させると、次第に起き上がって回転するようになる。この力学は下村裕とキース・モファット（英語版）が解明し、2002年3月28日の『ネイチャー』に掲載された[15]。また、三井と下村らにより、回転する卵が非常にごくわずかだがジャンプするという予測について、現象が確認され、2006年に発表された[16]。

- 日本の小学校でよくおこなわれる理科の実験に、牛乳瓶の口にゆで卵を乗せ、あらかじめ温めておいた中の空気を冷やすなどして中の空気を収縮させて圧力を下げたとき、大気圧との圧力差によってゆで卵が瓶の中に押し込まれる（吸い込まれると説明されることが多い）というものがある。

- 2015年、カリフォルニア大学アーバイン校とオーストラリアの化学者のチームが、ゆで卵を部分的に生卵に戻す技術を開発した[17]。この発明によって、2015年イグノーベル化学賞を受賞した[18]。
- 2025年2月6日、イタリアの研究チームが最適な作り方を科学的に突き止めたとの論文を学術誌に発表した。「周期調理」と命名している[19]。

## 文化

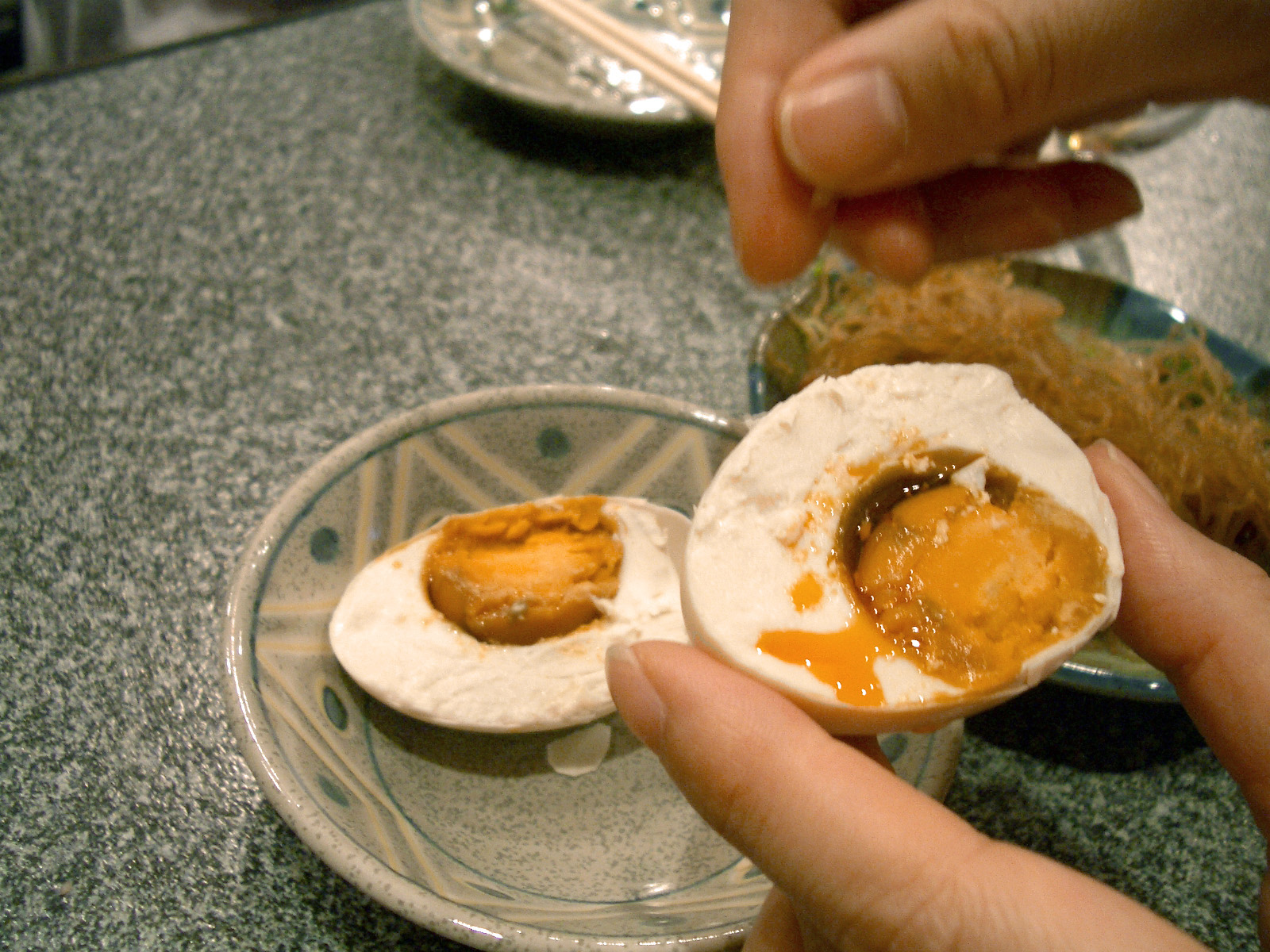
鹹蛋

- 中国・東陽市には男児の尿で茹でた「童子蛋」という料理がある。
- 東南アジアでは孵化直前のアヒルの卵を茹でた「バロット」という料理がある。
- 江戸時代の文献で、黄身が外側・白身が中央に茹でられた「黄身返し卵」という料理がある。本来は有精卵を用いるが、近年は市販の無精卵で行う別の方法も開発されている。
- ポーチドエッグは殻を割って卵の中身だけを茹でた料理。
- 文学作品の分類上のハードボイルドとは、元来は「固茹で卵」の意である。
- コンビニエンスストアなどで販売されているサラダやチルド麺類に輪切り状態で入っているゆで卵には、ロールエッグと呼ばれる加工卵が多く用いられている。
- 日本では、愛知県岩倉市がゆで卵生産日本一である。
- ジョナサン・スウィフトの『ガリヴァー旅行記』のうち、「第一篇 リリパット国渡航記」におけるリリパット国とブレフスキュ国の戦争の原因は、卵の殻の正しい剥き方についての意見の相違である。卵は復活祭のシンボルとして、キリスト教信仰を表している。「卵の大きな方からの剥き方」はカトリック教徒を表しており、「卵の小さな方からの剥き方」は英国国教徒を表している。いさかいの原因を嘲笑することによって、聖書の解釈の仕方は幾通りもある事をスウィフトは示している。
- ユダヤ教では、ゆで卵はエルサレムの神殿崩壊を象徴する聖なる料理であり、ユダヤ教徒は過ぎ越し祭にはゆで玉子を食さなくてはならない。